# Síncope vasovagal
La síncope vasovagal o síncope neurocardiogènica és una pèrdua temporal de consciència causada per un reflex neurològic que produeix una dilatació sobtada dels vasos sanguinis a les cames, una freqüència cardíaca molt lenta (bradicàrdia) o ambdues coses alhora. La síncope vasovagal representa més de la meitat de tots els episodis de síncope. El mecanisme de la síncope vasovagal és complex i si no s'entén correctament el seu funcionament pot provocar problemes per fer el diagnòstic correcte o per triar un tractament adequat.
La síncope vasovagal és una afecció molt freqüent arreu del món. Per regla general, sol ocórrer en episodis rars i aïllats o durant un període limitat. La majoria de les persones que tenen síncope vasovagal poden dur una vida totalment normal. En alguns casos refractaris al tractament convencional, la psicoteràpia pot reduir la freqüència dels episodis i augmentar la qualitat de vida dels afectats.
La síncope vasovagal es considera sovint una característica dels humans, ja que la pèrdua emocional o ortostàtica de consciència no s'observa —o és extraordinàriament rara— en els animals. No obstant això, el reflex vasovagal ortostàtic és possible en altres mamífers a més dels humans. S'ha observat un reflex vasovagal típic (disminució sobtada, tant de la pressió arterial com de la freqüència cardíaca) en el gat en una situació emocional, per exemple, quan es prepara per lluitar en resposta a l'atac d'un altre gat. La síncope vasovagal clàssica s'ha de considerar com una resposta que es va originar en el passat primitiu dins d'alguns grups ancestrals de vertebrats.

## Símptomes de la síncope vasovagal
La pèrdua de consciència amb la síncope vasovagal pot ser força sobtada, tot i que sovint va precedida d'uns segons o d'uns minuts de símptomes d’alerta. Aquests símptomes de vegades es coneixen com a «prodròmics» de la síncope i poden ajudar a predir la futura evolució clínica del trastorn. Els que es produeixen després de recuperar-se de la síncope s'anomenen «postdròmics».

### Símptomes prodròmics
- Estupefacció.
- Sons o tinnitus a l'oïda.
- Alteracions visuals, com ara la visió brillant o la pèrdua de la visió perifèrica amb visió central preservada (visió en túnel).
- Sudoració sobtada.
- Nàusees sobtades.

Aquests símptomes són seguits per una sensació de disminució de la seva intensitat i, a continuació, té lloc la pèrdua de consciència després d'uns minuts o només d'un o dos segons. Els espectadors notaran en l'individu pal·lidesa extrema i sovint suor. El pols de la persona afectada serà molt feble i lent. Generalment, hi haurà hipotensió arterial.

### Característiques de la síncope vasovagal
Presenta diversos trets característics:
- La síncope vasovagal es produeix gairebé sempre quan la persona afectada està de peu o asseguda en posició vertical, quan es pot produir una acumulació de sang a les cames. Pràcticament no es dona mai quan la persona està estirada.[12]
- Les persones que tenen síncope vasovagal solen recuperar la consciència al cap d'uns segons, un cop han caigut a terra. Això es deu al fet que un cop a terra, la gravetat ja no fa que la sang s'acumuli a les cames i la pressió arterial millora gairebé immediatament.
- Ajudar a la persona afectada a mantenir-se en posició vertical pot provocar l'allargament de la inconsciència. Es tracta d’una situació potencialment perillosa perquè, mentre la persona estigui en posició vertical i inconscient, el seu cervell podria no estar rebent la sang que necessita.

### Símptomes postdròmics
Després d'un episodi de síncope vasovagal, molta gent se sentirà força malament durant unes hores o fins i tot durant els dies vinents posteriors a l'atac, o fins i tot més. Durant aquest període "postdròmic" els afectats solen experimentar fatiga muscular, nàusees, marejos i pèrdua de gana. És particularment important tenir en compte que, fins que desapareguin aquests símptomes persistents i molt molestos, les persones són especialment propenses a desmaiar-se de nou, de manera que han d'estar especialment alerta davant els símptomes que puguin indicar que un nou episodi és imminent.

### Síncope recurrent
Les persones que han tingut un o dos episodis de síncope vasovagal solen reconèixer els símptomes d'alerta, de manera que sabran quan està a punt de produir-se un altre. Més important encara, si els senten amb certa antelació, poden evitar la síncope simplement estirant-se a terra i elevant les cames. D'altra banda, intentar combatre un episodi imminent de síncope vasovagal obligant-se a estar dret i disposant-se a no defallir, gairebé mai funciona.
Les persones grans amb síncope vasovagal tenen més probabilitats de presentar símptomes atípics. La seva síncope es pot produir sense cap activador identificable i sense símptomes d'alerta. Si no hi ha desencadenants i/o quadre prodròmic, la síncope vasovagal es defineix com atípica o no clàssica. Fer el diagnòstic correcte en aquests casos pot suposar un veritable repte per al metge. La síncope vasovagal que s'inicia a la vellesa sembla estar relacionada amb l'aparició d'un procés patològic del sistema nerviós autònom que encara no està ben definit en nosologia.
En general, la síncope vasovagal no posa en perill la vida, però sí que s'han descrit casos de lesions derivades de caigudes. I si els episodis són prou freqüents, aquesta condició sens dubte pot ser molt perjudicial per a la vida personal i les capacitats professionals dels individus afectats.

## Causes
La síncope vasovagal es produeix quan alguna cosa desencadena el reflex vasovagal, fent que els vasos sanguinis es dilatin de cop. La dilatació dels vasos sanguinis provoca una acumulació significativa del volum de sang a les cames. Aquesta acumulació sovint s’acompanya d'una desacceleració de la freqüència cardíaca. Com a resultat, la pressió arterial baixarà sobtadament. Si la caiguda de pressió és suficient per causar hipòxia cerebral, es produeix un desmai. En la majoria de les persones amb síncope vasovagal, la dilatació dels vasos sanguinis sembla ser el factor predominant que provoca la pèrdua de consciència. En algunes persones, però, la bradicàrdia o la incapacitat momentània del cor per a mantenir un gast cardíac adequat tenen un paper important.
Els desencadenants més habituals de la síncope vasovagal inclouen:
- Un dolor sobtat i intens.
- Una donació de sang.[24]
- Estar exposat a una situació traumàtica o veure-la.
- Fòbia a les injeccions,[25] a les ferides i/o a la sang.[26]
- Miccions o defecacions extremadament difícils.
- Un atac de tos greu.[27]
- Ingesta de begudes fredes.[28]
- Hiperventilació.
- Ús excesiu de diürètics.
- Sotmetre's a determinats procediments quirúrgics[29] o a alguns mètodes d'exploració instrumentada de cavitats i conductes corporals.[30]
- Estar immòbil durant llargs períodes.
- Inclinació del cos.[31]
- Un esforç excessiu.[32]
- El consum excessiu d'alcohol[33] o altres drogues d'abús.

Si un episodi de desmai té lloc després algun d'aquests esdeveniments, la síncope vasovagal en serà segurament la causa.

### Factors de risc
El reflex que causa la síncope vasovagal es pot produir fins a cert punt en tothom, de manera que gairebé tothom pot tenir un episodi vasovagal si es produeix una situació desencadenant prou forta. De fet, és probable que la majoria de la gent tingui algun desmai durant la seva vida. La síncope vasovagal es pot produir a qualsevol edat, però és molt més freqüent en adolescents i adults joves que en persones grans.
Algunes persones són particularment propenses genèticament a sofrir episodis vasovagals i poden defallir fins i tot amb situacions desencadenants relativament lleus. Aquestes persones solen tenir episodis recurrents de síncope, que comencen a l'adolescència, i antecedents de casos en la família.
Hi ha individus que presenten episodis de síncope vasovagal tan freqüentment i tan difícils de tractar que queden pràcticament discapacitats. Aquestes persones solen tenir una forma de desequilibri del sistema nerviós autònom que les fa molt sensibles al reflex vasovagal que causa aquesta afecció. Sovint presenten altres símptomes, com ara inflor abdominal o rampes, diarrea, restrenyiment, fatiga extrema i diversos tipus de dolor.

## Diagnòstic
Els metges experts en el diagnòstic correcte de la síncope vasovagal entenen que aquesta condició és gairebé sempre situacional. És molt probable que la síncope vasovagal es produeixi després d'una malaltia vírica, després de fer una activitat física, després d'una dutxa calenta o ben d'hora al matí i no pot descartar-se que hi hagi una deshidratació corporal relativa en qualsevol moment del dia.
Tenint en compte aquests trets característics i la naturalesa d'aquesta afecció, els metges haurien de poder fer el diagnòstic correcte simplement revisant els símptomes, la història clínica, els antecedents familiars i la seqüència d’esdeveniments anteriors al desmai.
L'exploració física de persones amb síncope vasovagal sol ser completament normal. No obstant això, l'examen és molt útil per distinguir-la de condicions similars com la síncope ortostàtica, la sincope d'origen cardíac amb activitat epilèptica anòxica, la hipotensió ortostàtica neurogènica o la síndrome de taquicàrdia ortostàtica postural (POTS).
Tot i que, en la majoria dels casos el diagnòstic de la síncope vasovagal hauria de ser possible mitjançant una història clínica i un examen físic, de vegades és convenient fer proves complementàries. En particular, la pràctica d'un estudi de taula d'inclinació (en anglès tilt table test o TTT) pot ser necessària si la història clínica no és típica de la síncope vasovagal o si és difícil distingir entre la síncope vasovagal i la hipotensió ortostàtica.

## Tractament
Les persones que tenen un únic episodi aïllat de síncope vasovagal generalment no requereixen cap teràpia mèdica. Però si es tenen episodis recurrents, és probable que sigui necessari algun tipus de tractament. Diversos tractaments preventius de la síncope vasovagal tenen una eficàcia relativa, tot i que s'han publicat alguns resultats encoratjadors.
Hi ha tres tipus generals de teràpia per a la síncope vasovagal: medicació, exercicis i marcapassos.

### Medicaments
En algunes persones, la síncope vasovagal es produeix amb una freqüència inquietant fins i tot quan es prenen totes les precaucions adequades. Per a aquestes persones, és adequada la teràpia farmacològica. Tot i que un o més dels medicaments recomanats sovint ajudaran a reduir els episodis de mareig, trobar la combinació correcta de medicaments sol ser una qüestió d'assaig i error. Entre els medicaments que han demostrat ser d'alguna utilitat s'inclouen:
- Midodrina, un fàrmac que dilata els vasos sanguinis.[49]
- Norpace (disopiramida), un fàrmac antiarrítmic.[50]
- Inhibidors selectius de la recaptació de serotonina.[51]
- Inhibidors del transport de la norepinefrina.[52]
- Fludrocortisona, un mineralocorticoide.[53]
- Amitriptilina, un antidepressiu tricíclic.[54]
- Teofil·lina, que s'utilitza típicament per tractar l'asma.

### Exercici
Moltes persones que tenen disautonomia també presenten una tendència a tenir una síncope vasovagal; de fet, sembla probable que moltes persones amb síncope vasovagal recent, puguin tenir alguna forma de disautonomia. Com que algunes disautonomies responen favorablement a l'exercici, és possible que l'exercici tingui un benefici similar en les persones amb síncope vasovagal.
Curiosament, algunes persones han pogut evitar un episodi de síncope vasovagal realitzant immediatament exercicis de tensió muscular. Aparentment, aquests exercicis redueixen la dilatació dels vasos sanguinis i augmenten la quantitat de sang que es retorna al cor. Alguns exemples inclouen:
- Creuar la cama amb les cames, l'abdomen i les natges en tensió.[58]
- Tensió dels braços amb els punys tancats.
- Tensió dels músculs de les cames.
- Estrényer una pilota de goma.

Hi ha pacients que refereixen trobar-se molt millor després de fer ioga.

### Marcapassos
Va haver-hi certa tendència a utilitzar marcapassos per tractar la síncope vasovagal, ja que sol anar acompanyada d’una caiguda sobtada de la freqüència cardíaca. Tot i així, aquest tipus de tractament es va desestimar ràpidament, en comprovar-se que molts pacients que van rebre marcapassos van continuar patint desmais. Avui dia, es practica en casos molt determinats, ja que existeixen procediments menys invasius o d'una major eficàcia. Resulta que és la concentració de sang a les cames —i no un ritme cardíac lent— la que produeix una síncope en la majoria de la gent. Tot i així, en alguns casos, la caiguda de la freqüència cardíaca pot ser la causa principal.